# Durness

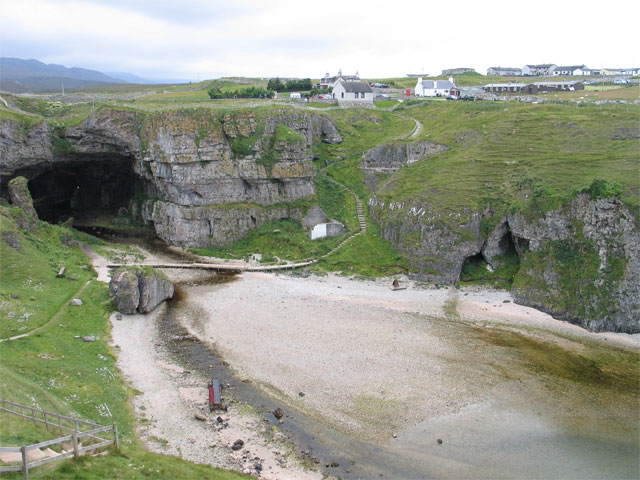
Durness amb la cova Smoo; l'alberg juvenil està a dalt a la dreta.

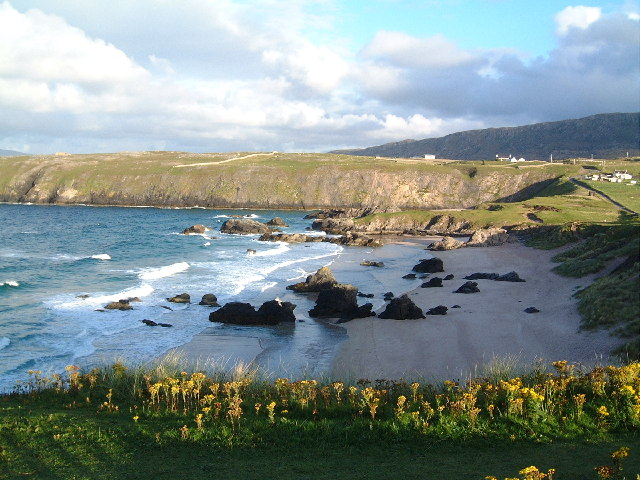
Badia Sango.

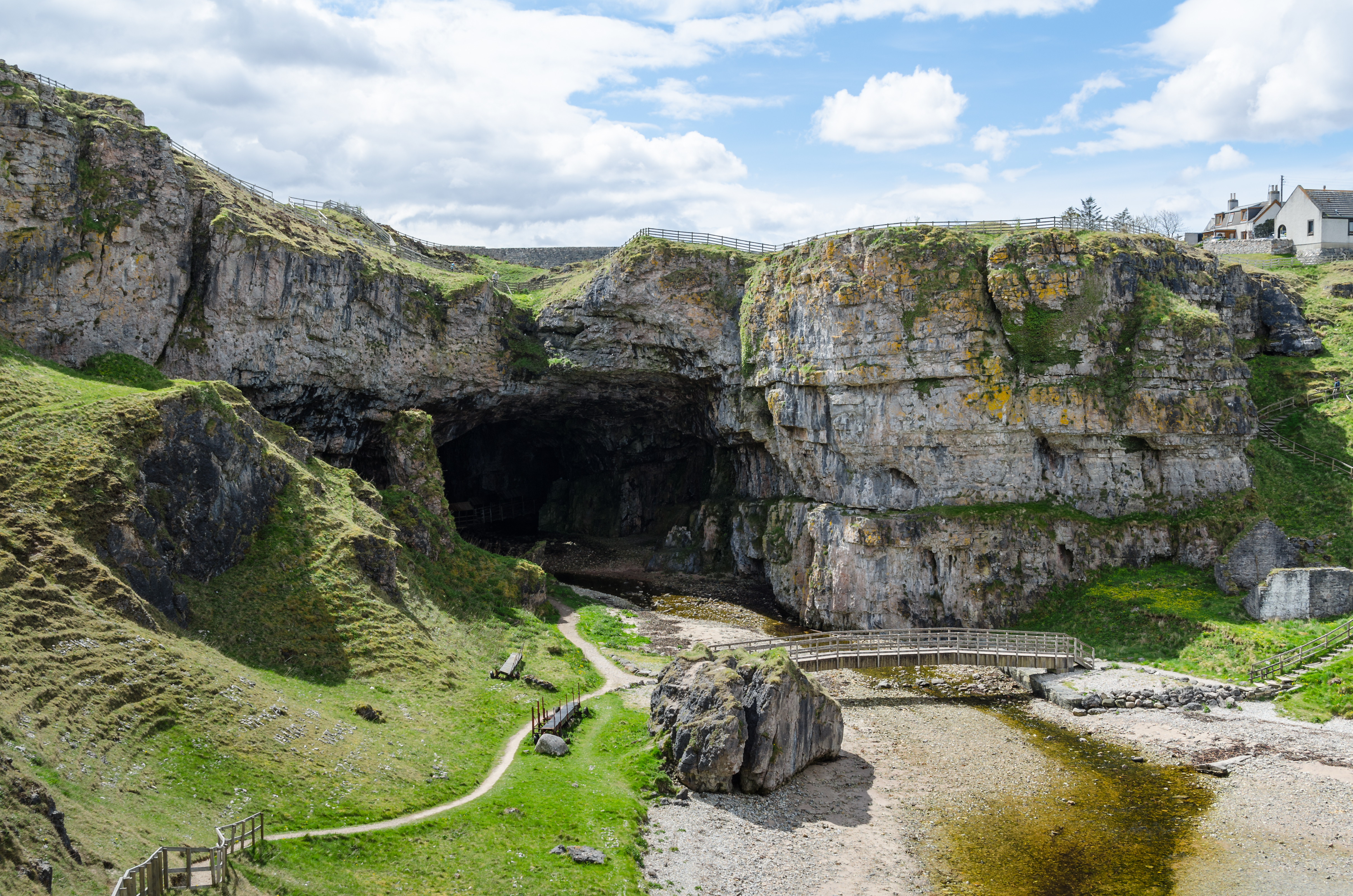
Entrada a la cova Smoo

Durness (Diuranais en gaèlic escocès) és una parròquia remota al nord-oest de les Terres Altes d'Escòcia, que queda en el Kyle de Durness. Les fonts principals d'ocupació en la localitat són el minifundi i el turisme. És la població més gran en l'escaira nord-oest d'Escòcia, té una població al voltant de 400 persones, i està en la carretera principal A836-A838 entre les ciutats de Thurso (116 km a l'est) i Ullapool (109 km al sud). Aquesta regió és notable per ser la regió més escassament poblada d'Europa Occidental.
Encara que anteriorment era la seu del Clan Mackay, hi ha un ampli contingent del Clan Morrison a la zona, la qual cosa fa que es qüestioni actualment la consideració de la regió com el País Mackay.
El paisatge de l'àrea de Durness és un contrast absolut a les àrees circumdants a causa d'un tascó aïllat de carbonats Cambro-ordovicienses coneguts com el Grup Durness, erròniament conegut com ‘la Pedra calcària de Durness'. Aquests carbonats es troben a Assynt i s'estenen fins al sud arribant a Skye encara que la seqüència completa només pugui veure's a l'àrea de Durness, d'aquí el nom de la unitat. Aquesta seqüència gruixuda (h. 800 m) de dolomies amb el subordinat calcàri i sílex és més suau que els pujols circumdants que estan formades pel més resistent gneis de Lewis o pedres arenisques de Torridonian, de vegades coronades per quarsita cambria. Per tant, l'àrea local és generalment més plana, baixa i fèrtil que altres àrees de les Terres altes del Nord-oest a causa del jaç de roca ric en la calç i els sòls resultants.
El poble es sol usar com a base per aconseguir el cap Wrath, el punt més al nord-oest de l'illa de Gran Bretanya.